# Rasmus Stoklund
Rasmus Stoklund, né le 17 mars 1984, est un homme politique danois, membre de la Social-démocratie (SD). Il est ministre de la Fiscalité depuis le 29 août 2024.

## Biographie
Rasmus Stoklund est diplômé en sciences politiques de l'université de Copenhague en 2012. De 2010 à 2012, il préside le Frit Forum, la branche étudiante de la Social-démocratie.
Après ses études, il travaille plusieurs années pour Dansk Metal, une organisation syndicale affiliée à la Landsorganisationen i Danmark.
Il est élu au Folketing lors des élections législatives de 2019. Après son élection, il devient le porte-parole de son groupe parlementaire sur les questions d'immigration et d'intégration, un rôle qu'il abandonne lorsqu'il devient le porte-parole politique de son parti en mai 2022 après un remaniement ministériel.
Il remporte un second mandat lors des élections législatives anticipées de novembre 2022. Après le scrutin, il devient le porte-parole de son groupe pour l'enseignement supérieur et la recherche. 
En août 2024, il affirme dans un livre que le Danemark devrait ignorer les décisions de la Cour européenne des droits de l'homme pour permettre l'expulsion d'étrangers risquant la torture dans leur pays d'origine. Cette proposition est alors rejetée par le ministre des Affaires étrangères, Lars Løkke Rasmussen.
Le 29 août 2024, il devient ministre de la Fiscalité à la faveur d'un remaniement ministériel au sein du gouvernement Frederiksen II.